# Антоній Румовський-Борисов (єпископ)
Анто́ній Румо́вський-Бори́сов (в миру Олександр Румовський, при народженні Борисов; 1738 — 10 (21) листопада 1786, Астрахань) — єпископ Відомства православного сповідання Російської імперії, архієпископ Астраханський і Ставропольський.

## Біографія
Народився в 1738 році в сім'ї священика Суздальської єпархії Іоанна Борисова.
Освіту здобув в Олександро-Невській семінарії.
29 березня 1762 архієпископом Санкт-Петербурзьким Веніаміном Пуцек-Григоровичем в Олександро-Невському монастирі пострижений у чернецтво.
У 1762 році призначений в семінарію учителем фізики.
З 1763 року — законовчитель в сухопутному кадетському корпусі.
У 1770 році, вже в сані архімандрита Новгородського Ніколо-В'яжиського монастиря, призначений проповідником в Московську духовну академію.
2 лютого 1774 хіротонізований на єпископа Переславль-Залеського.
19 вересня 1776 переведений в Астрахань.
У травні 1785 року возведений в сан архієпископа.
Пам'ятником діяльності архієпископа Антонія в Астрахані залишилася заснована ним духовна семінарія.
Помер 10 листопада 1786 року. Похований в кафедральному Успенському соборі Астрахані біля західних дверей.